# 独孤伽羅
独孤 伽羅（どっこ から）は、中国の隋の文帝楊堅の皇后。諡は献。夫の諡「文」を冠して文献皇后の諡号で呼ばれる。本貫は雲中郡。

## 経歴
伽羅は北周の大司馬独孤信の七女として生まれた。母は崔氏。独孤信は楊堅を見込んで娘を嫁がせた。ときに14歳であった。580年、北周の宣帝が亡くなると、楊堅は禁中にあって国政を統轄した。伽羅は李円通を通じて「獣に乗っているときは、下りることはできません。しっかり勉めなさい」と楊堅に伝えさせた。581年、楊堅が帝位につき、隋を建てると、伽羅は皇后に立てられた。
あるとき幽州総管の陰寿が、値八百万の明珠が突厥にあり、これを皇后のために突厥との交易で贖いたいと申し出た。皇后は八百万あるなら功労のある将士に分け与えてねぎらうべきであると言った。百官はこれを喜んだという。
楊堅が朝政を見るとき、皇后は宮官に皇帝の判断を報告させ、過失がある場合には遠慮なく諫めた。皇后の従兄弟の崔長仁が法を犯して斬罪となったとき、楊堅は皇后に遠慮して一命を許そうとした。しかし皇后は「国家のことは私に遠慮してはいけません」と言って崔長仁を法の通り処断させた。皇后の異母弟の独孤陀が猫鬼・巫蠱をもって皇后を呪詛したことがあった。皇后は3日断食し、「陀が政治をゆがめて民を害したのならば何も言いません。しかしわたし一身のことですので、あえて許していただきたい」と楊堅に言った。このため独孤陀は死一等を減じられた。このように皇后は政治に関わったので、宮中では楊堅と並んで「二聖」と称された。
皇后は読書を好み、古今の知識に通じた。生活は倹約を重んじて華美なものを好まなかった。また情愛深くもあり、大理が囚人に判決を下すたびに涙を流したり、また北周の阿史那皇后の菩提のために寺を建てさせたりもした。
一方で嫉妬深くもあり、楊堅が後宮に他の女性を迎えることを許さなかった。しかしそれが悲運な女性である場合などは、容認するケースもあった。陳の後主の妹・宣華夫人などはその例である。また、結婚の時に自分以外の女に子を生ませぬよう、夫に約束させている。
尉遅迥の孫娘を楊堅が寵愛したことを知ると、皇后はこの娘を密かに殺させた。楊堅は嘆き怒って、単騎で宮中を飛び出し、山谷の間に入った。高熲・楊素らが皇帝を追いかけて諫めると、楊堅は「わたしは貴くも天子になったのに、自由がない」と嘆息した。このとき高熲が「陛下は一婦人のために天下を軽んじられますな」と言った。楊堅は少し気が治まって、夜中に宮中に帰還した。皇后は泣いて高熲らに感謝した。しかし、のちに皇后は高熲が「一婦人」と言ったことを知り、また高熲の夫人の死後に側妾が高熲の子を産んだことを知ると、高熲を憎むようになった。
皇后は諸王や朝士が側妾に子を産ませることを許さず、そうした者がいると必ず楊堅に勧めて排斥させた。皇太子の楊勇は色好みで、ときに太子妃の元氏が突然死したのを、皇后は太子の愛妾の雲氏が殺害したものと思いこんだ。このため皇后は高熲を追い落とし、楊勇を廃嫡して次男の楊広（煬帝）を太子に立てさせた。
602年8月、皇后は永安宮で世を去り、太陵に葬られた。

## 子女

### 男子
- 楊勇
- 楊広（煬帝）
- 楊俊
- 楊秀
- 楊諒

### 女子
- 楽平公主 楊麗華（北周の宣帝の皇后）
- 蘭陵公主 楊阿五
- 広平公主

## 伝記資料
- 『隋書』巻三十六 列伝第一 后妃「文献独孤皇后伝」
- 『北史』巻十四 列伝第二 后妃下「隋文献皇后独孤氏伝」

## 登場作品
テレビドラマ
- 淵蓋蘇文（2006-2007年、韓国、演：チョン・ドンスク）
- 隋唐演義 〜集いし46人の英雄と滅びゆく帝国〜（2013年、中国、演：宋佳（中国語版））
- ムーラン（2013年、中国、演：潘虹（中国語版））
- 独孤伽羅〜皇后の願い〜（2018年、中国、演：フー・ビンチン（中国語版））
- 独孤皇后〜乱世に咲く花〜（2019年、中国、演：ジョー・チェン）